# Samostalna demokratska srpska stranka
Die Samostalna demokratska srpska stranka, kurz SDSS (serbisch-kyrillisch Самостална демократска српска странка ‚Unabhängige Serbisch-Demokratische Partei‘) ist eine politische Partei in Kroatien, die die Interessen der Serben in Kroatien vertritt.

## Geschichte
Die Partei wurde 1997 in Ostslawonien, das damals unter der Verwaltung der UNTAES stand, beziehungsweise auf dem ehemaligen Territorium der Republika Srpska Krajina gegründet. Der größte Teil der Gründungsmitglieder waren ehemalige Mitglieder der Serbisch-Demokratischen Partei (kurz SDS). Anfangs begrenzte sich die Unabhängige Serbisch-Demokratische Partei auf das Gebiet Slawonien. In anderen Gebieten Kroatiens traten sie zusammen mit der Serbischen Volkspartei auf. Bei den Parlamentswahlen 2003 erhielt die Partei die drei Sitze im Kroatischen Parlament, die für die serbische ethnische Minderheit reserviert waren, und gewann die Wahlen in einigen Gemeinden Slawoniens und der Lika.

## Selbstdefinition

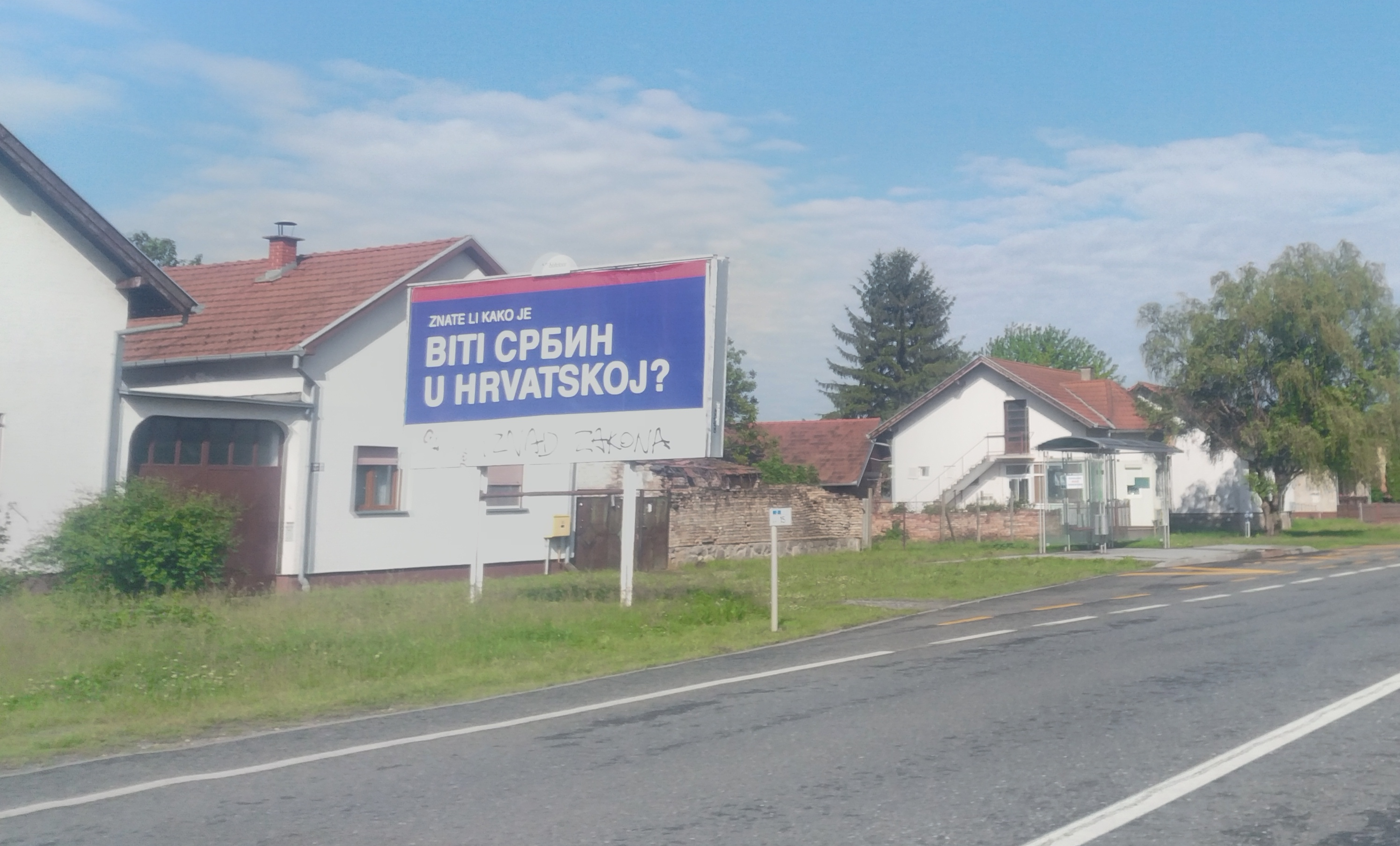

Die SDSS ist eine demokratische Partei, die liberale und sozialdemokratische Ziele verfolgt, unter den derzeitigen Umständen aber auch eine nationalistische Partei.
Politische Ziele:
- Die Rückkehr der vor allem serbischen Kriegsflüchtlinge und der Wiederaufbau der durch den Krieg zerstörten Gebiete
- Das Recht Wohnungen und Häuser zu erwerben, die der Staat beschlagnahmt hat
- Der Schutz der Rechte von nationalen Minderheiten, vor allem die der Serben
- Die kulturelle Autonomie der Serben in Kroatien – die serbische Sprache in Schulen, Benutzung serbischer nationaler Symbole
- verbesserte Ausrüstung der Armee
- Regionalismus und Dezentralisation
- Integration Kroatiens in die Europäische Union und Verbesserung des Handels mit Serbien und Montenegro